# Nicolas Fenal
Nicolas Joseph Théophile Fenal, parfois orthographié « Fénal », est un homme politique français né le 12 septembre 1851 à Badonviller (Meurthe) et décédé le 8 mai 1905 à Pexonne (Meurthe-et-Moselle).

## Biographie
Fils de Nicolas Fenal, père, un faïencier depuis 1836 à Pexonne et Fenneviller, Nicolas Fenal, fils, fait des études de droit à Nancy et devient avocat dans cette ville en 1873 puis à Lunéville en 1878. Abandonnant le métier d'avocat, il reprend en 1883 l'industrie paternelle à Pexonne avec une politique sociale importante, mais il se fait évincer par ses collaborateur en 1896. Il lance donc sa propre usine en 1897 à Badonviller où il introduit une participation ouvrière aux bénéfices de l'industrie. Conseiller général du canton de Badonviller en 1888, il est député de Meurthe-et-Moselle de 1898 à 1902, inscrit au groupe des Républicains progressistes. Il ne se représente pas en 1902 pour raison de santé et meurt en 1905.

## Sources
- « Nicolas Fenal », dans le Dictionnaire des parlementaires français (1889-1940), sous la direction de Jean Jolly, PUF, 1960 [détail de l’édition]
- Jean El Gammal, François Roth et Jean-Claude Delbreil, Dictionnaire des Parlementaires lorrains de la Troisième République, Serpenoise, 2006 (ISBN 2-87692-620-2 et 978-2-87692-620-2, OCLC 85885906, lire en ligne), p. 148-149